# Gran Premio d'Arabia Saudita 2021
Il Gran Premio d'Arabia Saudita 2021 è stata la ventunesima prova della stagione 2021 del campionato mondiale di Formula 1. La gara si è tenuta domenica 5 dicembre sul circuito cittadino di Gedda, ed è stata vinta dal britannico Lewis Hamilton su Mercedes, al centotreesimo successo nel mondiale; Hamilton ha preceduto all'arrivo l'olandese Max Verstappen su Red Bull Racing-Honda e il suo compagno di squadra, il finlandese Valtteri Bottas.
All'intero weekend di gara hanno assistito 143 000 spettatori. Questo Gran Premio segna l'ultima gara in Formula 1 per il pilota russo Nikita Mazepin.

## Vigilia

### Sviluppi futuri
Orlen, azienda petrolifera polacca e sponsor principale dalla stagione 2020 dell'Alfa Romeo Racing, prolunga il suo contratto per una terza stagione consecutiva, sponsorizzando quindi il team di Hinwil anche nel prossimo campionato. Robert Kubica, che svolge il ruolo di terzo pilota della scuderia, viene confermato anche nel 2022.
L'Aston Martin annuncia che Eric Blandin, capo aerodinamico della Mercedes dal 2017, e dopo esperienze con l'ex scuderia Jaguar, e con Red Bull Racing e Ferrari, approda nel team inglese al termine della stagione 2022.
La Haas annuncia che il pilota russo di Formula 2 Robert Švarcman, membro della Ferrari Driver Academy, e attualmente terzo nel campionato piloti della categoria minore, parteciperà ai consueti test di fine stagione dopo la disputa del Gran Premio di Abu Dhabi, nei quali le scuderie dovranno schierare dei giovani piloti.
Il contratto per la disputa nel calendario del campionato mondiale di Formula 1 del Gran Premio di Spagna viene rinnovato fino alla stagione 2026. Il circuito di Catalogna rimane sede dell'evento, pista che ha ospitato 31 edizioni del Gran Premio, dopo essere stata utilizzata per la prima volta nel campionato 1991.
Nel corso della stagione successiva sono sei i Gran Premi in totale, rispetto ai tre stabiliti in questa stagione, dove verrà utilizzata la Qualifica Sprint, al fine di stabilire la griglia di partenza. I Gran Premi scelti sono quelli di Bahrein, Emilia-Romagna, Canada, Austria, Olanda e San Paolo.

### Analisi per il campionato piloti
Il pilota olandese della Red Bull Racing, Max Verstappen, comanda la classifica riservata ai piloti, con otto punti di margine sul pilota britannico campione del mondo in carica della Mercedes, Lewis Hamilton. Verstappen, per aggiudicarsi il suo primo mondiale piloti, il trentaquattresimo pilota della storia della Formula 1 a poter vincere il titolo, il primo di nazionalità olandese, e il quarto miglior giovane di sempre, deve:
- vincere siglando il giro veloce, con Hamilton sesto;
- vincere, con Hamilton settimo;
- classificarsi secondo siglando il giro veloce, con Hamilton decimo;
- classificarsi secondo, senza che Hamilton ottenga punti.[9]

### Analisi per il campionato costruttori
La Mercedes comanda il campionato riservato ai costruttori, con cinque punti di vantaggio sulla Red Bull Racing. Per vincere l'ottavo titolo consecutivo, rafforzando il record già detenuto di titoli conquistati consecutivamente nella categoria a partire dal 2014, la scuderia tedesca deve ottenere 40 punti in più di quella austriaca.

### Aspetti tecnici
Per questo Gran Premio la Pirelli, fornitrice unica degli pneumatici, offre la scelta tra gomme di mescola C2, C3 e C4, le tre mescole centrali della gamma. I dati esistenti e le simulazioni realizzate dai team suggeriscono che questa tipologia di mescola sia la soluzione migliore.
Il circuito utilizzato per questo nuovo Gran Premio è quello di Gedda, il cui disegno è stato presentato lo scorso marzo e realizzato dal figlio dell'architetto tedesco Hermann Tilke, Carsten. Dalle simulazioni effettuate, esso risulta il più veloce tra tutti i circuiti cittadini dove fino a oggi il campionato mondiale di Formula 1 ha corso, con una media di 252,8 km/h dietro solo al circuito di Monza e con una velocità massima stimata di 322 km/h. Lungo 6 174 km, percorribile in senso antiorario, il circuito si posiziona solo dietro al circuito di Spa-Francorchamps in Belgio in termini di lunghezza, mentre l'elevato numero di curve, 27, 11 a destra e 16 a sinistra, fa sì che il tracciato sia quello con il più alto numero di curve tra tutti i circuiti presenti nel calendario. La curva 13, inoltre, presenta una pendenza di 12 gradi.
Il tempo di percorrenza sul giro viene stimato in un minuto e ventisette secondi per la qualifica, mentre un minuto e trentatré secondi per la gara. Il primo intermedio è posizionato 265 metri prima della curva 13, il secondo intermedio 120 metri prima della curva 22, mentre il terzo intermedio coincide con la linea del traguardo del rettilineo principale di partenza. Lo speed trap, ovvero il punto in cui viene rilevata la velocità massima, è posizionato 200 metri prima della curva 27. La distanza di gara prevista è di 50 giri, pari a 308,450 km.
La Federazione stabilisce tre zone per l'utilizzo del Drag Reduction System. È il primo circuito in cui, fin dalla sua realizzazione, vengono stabilite tre zone per l'utilizzo del dispositivo mobile. La prima zona è fissata sul rettilineo principale di partenza, con detection point posto all'entrata della curva 27, la seconda zona è stabilita tra l'uscita della curva 19 e la curva 22, con detection point fissato all'uscita della curva 17, la terza zona è determinata tra l'entrata della curva 25 e la curva 27, con detection point fissato all'entrata della curva 22.
La Federazione rende noto che al termine della gara del precedente Gran Premio del Qatar, tra le prime dieci vetture classificate è stata sorteggiata la Red Bull di Max Verstappen per le verifiche tecniche. Esse sono risultate essere conformi al regolamento tecnico.
Prima della terza sessione di prove libere del sabato, la linea bianca dell'uscita dei box è stata allungata affinché i piloti non intralcino le vetture in traiettoria, in modo da lasciare adeguato spazio ai piloti che arrivano dal rettilineo e aumentare dunque la sicurezza in pista.

### Aspetti sportivi
Il Gran Premio rappresenta il debutto della gara nel calendario del campionato mondiale di Formula 1. È il quarto Gran Premio a debuttare durante questa stagione, dopo i Gran Premi di Città del Messico, San Paolo e Qatar, corsi nelle settimane precedenti in tre weekend consecutivi, e la cinquantaduesima denominazione utilizzata nel campionato mondiale. Mai nella storia della Formula 1 la massima categoria aveva segnato il debutto di ben quattro Gran Premi in una stessa stagione, escludendo l'edizione inaugurale del 1950. Dopo la disputa del Gran Premio del Bahrein, prima gara della stagione, e del precedente nuovo Gran Premio del Qatar, il Gran Premio è il terzo disputato in Medio Oriente in questo campionato, nuovo record.
La gara era inizialmente in programma il 28 novembre, ma a seguito dello spostamento a inizio anno del Gran Premio d'Australia nella parte finale di stagione a causa delle problematiche dettate dalla pandemia di COVID-19, il quale è stato successivamente annullato, il suddetto Gran Premio è stato posticipato di una settimana. Gli organizzatori dell'evento, alla vigilia del Gran Premio d'Ungheria, si candidarono ad ospitare la terza e ultima Qualifica Sprint della stagione, in caso di un annullamento in calendario del debutto del Gran Premio di San Paolo a causa della pandemia di COVID-19. Fu anche resa nota l'ipotesi di uno scambio di date con il Gran Premio di Abu Dhabi, stabilito come l'evento conclusivo della stagione. Gli Emirati Arabi Uniti fecero parte del gruppo di Paesi attenzionati dal Regno Unito per quanto riguarda gli spostamenti legati alla quarantena sull'emergenza sanitaria. Il personale della Formula 1 che si sarebbe recato nel Paese avrebbe dovuto scontare una quarantena di 10 giorni prima di rientrare nel Regno Unito.
L'Arabia Saudita diventa il trentaquattresimo Paese a ospitare una gara quale prova valida per il campionato mondiale di Formula 1, ed è il quinto Gran Premio ospitato da una nazione del Medio Oriente, dopo i Gran Premi di Bahrein, Abu Dhabi, Sakhir e Qatar. L'Arabia Saudita aveva già espresso numerose volte di voler ospitare un Gran Premio di Formula 1 e già nel 2019 il governo saudita si era mosso in questo campo. Difatti la società statale Saudi Aramco dopo le prime trattative iniziate nello stesso anno, è diventata main sponsor del campionato mondiale di Formula 1 a partire dal 2020, sponsorizzando diverse gare. Nel dicembre dello stesso anno viene ufficialmente annunciato che il Gran Premio d'Arabia Saudita entra a far parte del campionato mondiale di Formula 1 per questa stagione. Obiettivo principale degli organizzatori è però quello di spostare l'attuale sede del Gran Premio a Gedda in un circuito permanente a Qiddiya a partire dal 2023, un quartiere della capitale saudita Riad.
La gara si disputa sul circuito di Gedda che si snoda nel porto della località omonima, la seconda città più popolosa del Paese, sulle rive del Mar Rosso. L'evento si disputa in notturna, per la quinta volta nella storia della massima categoria dopo i Gran Premi di Singapore, Bahrein, Sakhir e Qatar. È il settantacinquesimo circuito ad ospitare una gara valida per il campionato mondiale di Formula 1 e il sesto circuito a debuttare nell'era turbo-ibrida, dopo l'autodromo di Soči nel 2014 col Gran Premio di Russia, il circuito di Baku nel 2016 col Gran Premio d'Europa, l'autodromo internazionale del Mugello col Gran Premio della Toscana e l'autódromo Internacional do Algarve col Gran Premio del Portogallo nel 2020, e il circuito di Losail col Gran Premio del Qatar in cui si è corso prima di questa gara. Per la prima volta dal 1970 il calendario prevede due circuiti nuovi di fila, all'epoca furono l'Hockenheimring in Germania e l'Österreichring in Austria. Anche questa corsa, alla sua prima edizione, si disputa con la presenza degli spettatori sulle tribune, quindi non condizionata dalla pandemia, come avvenuto in questo campionato a partire dal Gran Premio di Francia. Per l'edizione inaugurale della gara viene stabilito il 100% della capienza, invece del 40% come precedentemente annunciato. I lavori per la costruzione dell'impianto vengono ultimati a pochi giorni dalla disputa della corsa per via di cospicui ritardi accumulati nei mesi precedenti. È il primo circuito della storia ad essere costruito con la rete 5G.
Il Gran Premio d'Arabia Saudita, una volta resa nota la sua presenza nel calendario mondiale, ha ricevuto critiche da parte di Amnesty International riguardo ai diritti umani nel Paese. Secondo Human Rights Watch, il Gran Premio e altri eventi sportivi vengono utilizzati dall'Arabia Saudita per distrarre le persone da gravi violazioni dei diritti umani. Il direttore, Minky Worden, ha invitato la Formula 1 a valutare la situazione in Arabia Saudita e insistere per rilasciare i difensori del diritto delle donne che hanno parlato a favore di quest'ultime alla guida. Lo scorso febbraio, 45 organizzazioni per i diritti umani hanno invitato il pilota britannico della Mercedes, Lewis Hamilton, a boicottare il Gran Premio citando il ruolo dell'Arabia Saudita nella guerra civile yemenita, la sua detenzione di attivisti per i diritti delle donne e l'omicidio del giornalista del Washington Post Jamal Khashoggi. L'Arabia Saudita ha sempre sostenuto che la gara fa parte di un processo per aprire il Paese al mondo esterno. Dopo l'intercettazione missilistica a Dirʿiyya in occasione dell'E-Prix omonimo, sono stati sollevati alcuni dubbi sulla fattibilità dell'evento. La Formula 1 in seguito dichiarò che non sarebbero mai andati in aree ad alto rischio per la sicurezza, sebbene affermassero anche di avere tutta la fiducia nel fatto che il governo saudita e le sue agenzie abbiano sia la tecnologia che la capacità per garantire la sicurezza necessaria.
Alla vigilia del Gran Premio degli Stati Uniti d'America, viene reso noto che durante il fine settimana del Gran Premio uomini e donne devono rispettare le stringenti regole a livello d'abbigliamento. Successivamente, prima del Gran Premio di Città del Messico, il personale presente nel paddock di Gedda non dovrà attenersi ad alcun codice di abbigliamento, ma esso rimarrà ugualmente in vigore per i cittadini sauditi che vorranno assistere al weekend di gara in tribuna.
Prima della disputa del precedente Gran Premio del Qatar, la Federazione comunica l'arrivo di una direttiva tecnica riguardante gli alettoni anteriori e posteriori prima di questa gara. Le scuderie hanno ricevuto delle rassicurazioni qualora qualche alettone non dovesse superare i controlli. In ogni caso, non arriva una squalifica nelle ultime tre gare della stagione. I nuovi rilievi vanno più intesi come delle prove da parte della Federazione per il futuro per scongiurare scenari legati ad ali flessibili. In questa gara e nella successiva ad Abu Dhabi, ultimo appuntamento del mondiale, la FIA misura la deflessione del profilo sugli alettoni posteriori con 35 kg.
Alla vigilia del precedente nuovo Gran Premio del Qatar, la Ferrari rende noto che il nuovo simulatore debutta nel successivo Gran Premio di Abu Dhabi. Mattia Binotto, team principal della scuderia, ha spiegato che la calibrazione e la messa a punto del nuovo simulatore Dynisma è giunta alla fase finale, per cui è intenzione della squadra di utilizzare questo innovativo strumento in vista dell'appuntamento conclusivo del campionato. Successivamente il costruttore anticipa i piani rendendo noto che la suddetta gara è stata preparata con il nuovo simulatore.
Gli organizzatori del Gran Premio nominano Reema Juffali come ambasciatrice dell'evento, prima pilota donna di nazionalità saudita, impegnata nella Formula 3 britannica. Reema apre la manifestazione al volante di una Williams del 1979, contraddistinta dallo sponsor della compagnia aerea nazionale.
La Mercedes firma un accordo con Kingspan, azienda conosciuta nel settore delle costruzioni e leader nel mondo per prodotti e servizi legati alla sostenibilità ambientale e alle sue problematiche. Il logo dell'azienda fa il suo debutto sulle vetture del team tedesco nel corso di questo Gran Premio.
Il team principal della Williams, Jost Capito, non è presente alla guida della scuderia per questo Gran Premio a causa della positività al SARS-CoV-2. Inoltre, sulle livree delle due FW43B e del resto delle vetture, viene ricordato l'ex proprietario della scuderia di Grove, Sir Frank Williams, scomparso recentemente, capace di conquistare sette mondiali piloti e nove mondiali costruttori, per un totale di 114 vittorie nella categoria. La scuderia inglese annuncia l'arrivo del direttore sportivo Sven Smeets, ruolo assunto prima del Gran Premio del Qatar. Smeets sarà responsabile della governance sportiva e della rappresentanza del team in tutte le questioni sportive relative alla FIA, alle altre squadre e alle associazioni motorsport.
L'Alpine partecipa a questo Gran Premio con una livrea speciale. La scuderia transalpina celebra la partnership con il fornitore di carburante Castrol, lubrificante e olio motore del team, stabilendo questa collaborazione per la centesima gara.
Il Gran Premio è sponsorizzato da STC, società digitale che offre servizi di telecomunicazioni.
L'ex pilota di Formula 1 Vitantonio Liuzzi è nominato commissario aggiunto da parte della FIA. L'italiano ha svolto in passato, in diverse occasioni, tale funzione, l'ultima nella prima edizione del Gran Premio di San Paolo. Per questo Gran Premio, come il precedente, è la casa automobilistica inglese Aston Martin a fornire la safety car e la medical car. Le due vetture di sicurezza utilizzano i colori della nazione ospitante.

## Prove

### Resoconto
Lewis Hamilton è l'unico pilota a chiudere un giro in meno di un minuto e trenta secondi, a oltre 247 km/h di media. Il pilota britannico ha preceduto di pochi millesimi Max Verstappen, che ha comunque fatto meglio dell'altro pilota della Mercedes, Valtteri Bottas. La pista si è presentata migliore di quanto i piloti si attendessero, anche se il fondo del tracciato non risulta ancora gommato. Hamilton ha colto il tempo con gomme soft, così come Verstappen, che però è riuscito ad abbassare il tempo ottenuto con le hard, nel secondo tentativo.
Alle spalle dei primi tre si sono classificati Pierre Gasly, su AlphaTauri, e Antonio Giovinazzi, su Alfa Romeo Racing.
Hamilton si è confermato il più veloce anche nella seconda sessione, portando il limite della pista a poco più di un minuto e 29 secondi. In questa sessione Bottas e Gasly hanno fatto meglio di Verstappen, che ha dovuto accontentarsi solo del quarto tempo. L'olandese della Red Bull Racing, rispetto alla prima sessione, ha voluto scaricare aerodinamicamente l'alettone posteriore, optando per un profilo più svasato. Le Mercedes hanno comunque dimostrato una certa superiorità non solo nel giro secco, ma anche nella simulazione di gara.
La pista è stata trattata con acqua ad alta pressione: ciò rende meno stabile la mescola più morbida, facendo preferire le coperture a mescola dura. La sessione è stata interrotta a pochi minuti dalla fine, a seguito di un incidente che ha coinvolto Charles Leclerc, uscito alla curva 22. La sua Ferrari risulta particolarmente danneggiata, dopo aver colpito le barriere.
Al termine della seconda sessione di prove libere del venerdì, sulla vettura di Lewis Hamilton e Max Verstappen viene sostituita la trasmissione. Entrambi i piloti non sono penalizzati sulla griglia di partenza in quanto hanno utilizzato, secondo il regolamento, la precedente trasmissione per sei Gran Premi consecutivi.
Prima della terza sessione di prove libere del sabato, sulla vettura di Nikita Mazepin e Mick Schumacher viene installata la settima unità relativa all'impianto di scarico. I due piloti non sono penalizzati sulla griglia di partenza in quanto l'unità installata rientra tra quelle utilizzabili secondo il numero massimo prestabilito come da regolamento.
La sessione del sabato vede svettare Verstappen, che porta il tempo limite all'1'28"100. L'olandese ha preceduto di due decimi Hamilton, che ha colto la sua migliore prestazione con gomme hard, non riuscendo a migliorarsi una volta montate le gomme più morbide. Il britannico è stato anche protagonista di due incomprensioni nei suoi giri di rientro. Prima con Gasly, e in seguito con Nikita Mazepin, non venendo, in questo caso, avvisato dal sopraggiungere del pilota della Haas. La buona prova delle vetture motorizzate dalla Honda è testimoniata dalla presenza in classifica, alle spalle di Hamilton, dell'altra Red Bull Racing, quella di Sergio Pérez, e dalle due AlphaTauri.
Al termine della terza sessione di prove libere del sabato, Lewis Hamilton viene convocato dai commissari sportivi per due episodi: il primo per non aver rispettato le doppie bandiere gialle, mentre il secondo per aver ostacolato Nikita Mazepin alla curva 8. Nel primo caso il pilota britannico della Mercedes non riceve sanzioni, mentre nel secondo caso riceve una reprimenda, la seconda della stagione. La scuderia tedesca viene multata di 25 000 euro dalla Federazione. A seguito di quest'ultima decisione, la Federazione proroga di 30 minuti il tempo limite per la presentazione di qualsiasi avviso di intenzione di ricorso, fissandolo alle ore 21:32. La Red Bull Racing, dopo aver inizialmente presentato appello contro la decisione dei commissari di non penalizzare Lewis Hamilton per aver ostacolato Nikita Mazepin, rinuncia a presentare ricorso.

### Risultati
Nella prima sessione del venerdì si è avuta questa situazione:
| Pos | Nº | Pilota          | Costruttore           | Tempo    | Gap    | Giri |
| --- | -- | --------------- | --------------------- | -------- | ------ | ---- |
| 1   | 44 | Lewis Hamilton  | Mercedes              | 1'29"786 |        | 21   |
| 2   | 33 | Max Verstappen  | Red Bull Racing-Honda | 1'29"842 | +0"056 | 23   |
| 3   | 77 | Valtteri Bottas | Mercedes              | 1'30"009 | +0"223 | 24   |

Nella seconda sessione del venerdì si è avuta questa situazione:
| Pos | Nº | Pilota          | Costruttore      | Tempo    | Gap    | Giri |
| --- | -- | --------------- | ---------------- | -------- | ------ | ---- |
| 1   | 44 | Lewis Hamilton  | Mercedes         | 1'29"018 |        | 22   |
| 2   | 77 | Valtteri Bottas | Mercedes         | 1'29"079 | +0"061 | 23   |
| 3   | 10 | Pierre Gasly    | AlphaTauri-Honda | 1'29"099 | +0"081 | 22   |

Nella sessione del sabato mattina si è avuta questa situazione:
| Pos | Nº | Pilota         | Costruttore           | Tempo    | Gap    | Giri |
| --- | -- | -------------- | --------------------- | -------- | ------ | ---- |
| 1   | 33 | Max Verstappen | Red Bull Racing-Honda | 1'28"100 |        | 20   |
| 2   | 44 | Lewis Hamilton | Mercedes              | 1'28"314 | +0"214 | 23   |
| 3   | 11 | Sergio Pérez   | Red Bull Racing-Honda | 1'28"629 | +0"529 | 21   |

## Qualifiche

### Resoconto
Prima dell'inizio delle qualifiche la Mercedes è costretta a intervenire sulla vettura di Valtteri Bottas, vittima di una perdita di carburante, al termine dell'ultima sessione di prove libere. Sulla monoposto del finlandese viene cambiata la power unit, ma ciò non comporta nessuna penalizzazione per il pilota, visto che il team utilizza un propulsore già impiegato.
Tutti i piloti affrontano la prima fase delle qualifiche utilizzando gomme morbide. Verstappen si installa al comando (1'28"659), 0"477 meglio di Lando Norris. Hamilton è autore di un errore di guida nel suo primo tentativo, ed è costretto a proseguire per un secondo giro rapido. Carlos Sainz Jr. è terzo, davanti a Bottas, mentre, in seguito, Sergio Pérez riesce a fare meglio di tutti, tranne che del suo compagno di scuderia. Hamilton, chiudendo il suo giro senza errori, scalza dalla vetta Verstappen, grazie al tempo di 1'28"466. Confermano la loro competitività, mostrata nelle libere, le due AlphaTauri: Gasly sale terzo, mentre Yuki Tsunoda è secondo. Tocca poi a Norris migliorare, portandosi a solo un decimo da Hamilton, battuto in seguito da Charles Leclerc. Meglio fa l'altro ferrarista, Sainz Jr., che batte anche Hamilton, portandosi al primo posto (1'28"330).
La pista migliora di continuo: questo permette a Verstappen di scendere all'1'28"285, prima che Bottas limi ancora il limite, fino all'1'28"057. La sfida a colpi di giri veloci tra Red Bull e Mercedes prosegue con Pérez che si pone in cima alla lista dei tempi con 1'28"021. Hamilton rinuncia a rispondere al tempo di Pérez, mentre Verstappen, molto veloce, si trova sei vetture lente, che lo costringono ad alzare i tempi. Peggio va a Bottas che, a causa di un problema al motore, deve rientrare ai box lentamente, fino a bloccare la vettura nella corsia d'entrata. All'ultimo tentativo George Russell sale tredicesimo, Gasly ottavo, e Daniel Ricciardo si conquista il terzo tempo. Vengono eliminati Nicholas Latifi, le due Aston Martin e le due Haas.
Nonostante i problemi tecnici, Bottas riesce a prendere parte alla seconda fase delle qualifiche. Tutti i piloti, ad eccezione di Russell, optano per gomme medie. Verstappen sigla subito 1'27"953; Leclerc si piazza oltre sei decimi dall'olandese, mentre Pérez è staccato di quasi un secondo. Hamilton, un po' penalizzato dalla presenza in pista di vetture lente, segna un tempo di quasi otto decimi superiore a quello di Verstappen. 
Ricciardo sale quarto, prima che Bottas salga al secondo posto. Il finlandese è battuto da Pérez, poco prima che Sainz Jr. sia autore di un testacoda: la vettura colpisce le barriere, danneggiando l'alettone posteriore. Pérez fa anche meglio in seguito, portando il limite della sessione all'1'27"946. Alle spalle del duo della Red Bull si classificano i due della Mercedes, con Bottas meglio di Hamilton, e le due AlphaTauri. Con l'ultimo giro rapido Hamilton si porta all'1'27"712, strappando la migliore prestazione a Pérez. Sainz Jr., nel suo unico tentativo rimasto, commette un altro errore e non riesce a qualificarsi per la Q3. Accanto al ferrarista non vi accedono nemmeno Ricciardo, Kimi Räikkönen, Fernando Alonso e Russell.
Hamilton commette un errore nel suo primo tentativo in Q3, che lo costringe ad abbandonare il tentativo. Bottas ottiene 1'28"143; il tempo, colto con gomme soft, è anche superiore alla migliore prestazione del finlandese in Q2, con gomme medie. Tsunoda, secondo, precede Leclerc. Hamilton, che non prende rischi eccessivi, chiude il suo primo giro completo con il tempo di 1'28"035. Anche il campione del mondo non è capace di migliorarsi rispetto al tempo della Q2. Max Verstappen sale al comando, con 1'27"653, miglior tempo di tutto il weekend. Pérez è solo quarto, invece, tanto da essere preceduto anche da Gasly, scivolando quinto.
Il messicano si riprende la quarta posizione, prima che Hamilton, con 1'27"511, strappi la pole position provvisoria a Verstappen. Anche Bottas fa meglio dell'olandese, che scende in terza posizione. Verstappen, nel suo ultimo giro, sembra poter riacciuffare la pole position, ma proprio all'ultima curva perde leggermente il posteriore della vettura e colpisce le barriere. La posizione della vettura costringe a interrompere definitivamente la sessione di qualifica. Hamilton fa sua la pole position, per la centotreesima volta nel mondiale. Gedda diventa il trentaduesimo circuito diverso sul quale il britannico conquista questo traguardo. La Mercedes monopolizza la prima fila per l'ottantesima volta.
È stato uno il tempo cancellato per aver oltrepassato i limiti della pista alla curva 4, durante le qualifiche. Se l'è visto cancellare Carlos Sainz Jr..
Al termine delle qualifiche, Pierre Gasly e Carlos Sainz Jr. vengono convocati dai commissari sportivi in quanto il pilota francese ha ostacolato quello spagnolo alla curva 3, durante la Q1. Gasly riceve un avviso ufficiale.

### Risultati
Nella sessione di qualifica si è avuta questa situazione:
| Pos                         | Nº | Pilota             | Costruttore               | Q1       | Q2       | Q3       | Griglia |
| --------------------------- | -- | ------------------ | ------------------------- | -------- | -------- | -------- | ------- |
| 1                           | 44 | Lewis Hamilton     | Mercedes                  | 1'28"466 | 1'27"712 | 1'27"511 | 1       |
| 2                           | 77 | Valtteri Bottas    | Mercedes                  | 1'28"057 | 1'28"054 | 1'27"622 | 2       |
| 3                           | 33 | Max Verstappen     | Red Bull Racing-Honda     | 1'28"285 | 1'27"953 | 1'27"653 | 3       |
| 4                           | 16 | Charles Leclerc    | Ferrari                   | 1'28"310 | 1'28"459 | 1'28"054 | 4       |
| 5                           | 11 | Sergio Pérez       | Red Bull Racing-Honda     | 1'28"021 | 1'27"946 | 1'28"123 | 5       |
| 6                           | 10 | Pierre Gasly       | AlphaTauri-Honda          | 1'28"401 | 1'28"314 | 1'28"125 | 6       |
| 7                           | 4  | Lando Norris       | McLaren-Mercedes          | 1'28"338 | 1'28"344 | 1'28"180 | 7       |
| 8                           | 22 | Yūki Tsunoda       | AlphaTauri-Honda          | 1'28"503 | 1'28"222 | 1'28"442 | 8       |
| 9                           | 31 | Esteban Ocon       | Alpine-Renault            | 1'28"752 | 1'28"574 | 1'28"647 | 9       |
| 10                          | 99 | Antonio Giovinazzi | Alfa Romeo Racing-Ferrari | 1'28"899 | 1'28"616 | 1'28"754 | 10      |
| 11                          | 3  | Daniel Ricciardo   | McLaren-Mercedes          | 1'28"216 | 1'28"668 | N.D.     | 11      |
| 12                          | 7  | Kimi Räikkönen     | Alfa Romeo Racing-Ferrari | 1'28"856 | 1'28"885 | N.D.     | 12      |
| 13                          | 14 | Fernando Alonso    | Alpine-Renault            | 1'28"944 | 1'28"920 | N.D.     | 13      |
| 14                          | 63 | George Russell     | Williams-Mercedes         | 1'28"926 | 1'29"054 | N.D.     | 14      |
| 15                          | 55 | Carlos Sainz Jr.   | Ferrari                   | 1'28"237 | 1'53"652 | N.D.     | 15      |
| 16                          | 6  | Nicholas Latifi    | Williams-Mercedes         | 1'29"177 | N.D.     | N.D.     | 16      |
| 17                          | 5  | Sebastian Vettel   | Aston Martin-Mercedes     | 1'29"198 | N.D.     | N.D.     | 17      |
| 18                          | 18 | Lance Stroll       | Aston Martin-Mercedes     | 1'29"368 | N.D.     | N.D.     | 18      |
| 19                          | 47 | Mick Schumacher    | Haas-Ferrari              | 1'29"464 | N.D.     | N.D.     | 19      |
| 20                          | 9  | Nikita Mazepin     | Haas-Ferrari              | 1'30"473 | N.D.     | N.D.     | 20      |
| Tempo limite 107%: 1'34"182 |    |                    |                           |          |          |          |         |

In grassetto sono indicate le migliori prestazioni in Q1, Q2 e Q3.

## Gara

### Resoconto
Prima della gara viene osservato un minuto di silenzio in memoria di Sir Frank Williams, fondatore ed ex team principal della scuderia omonima, scomparso la settimana precedente al Gran Premio.
Alla partenza Lewis Hamilton mantiene il comando della gara, davanti a Valtteri Bottas e Max Verstappen; seguono poi Charles Leclerc, Sergio Pérez, Lando Norris, Esteban Ocon e Pierre Gasly. Hamilton è capace, nei primi giri, di ampliare il margine su Bottas a oltre un secondo e su Verstappen a 2"6.
Al settimo giro Fernando Alonso cede la posizione, la decima, prima ad Antonio Giovinazzi, poi a Carlos Sainz Jr.. Al nono giro Mick Schumacher termina contro le barriere. La direzione di gara invia in pista la safety car. Approfitta della situazione Hamilton, che passa ai box, per montare gomme dure. Optano per la stessa strategia, tra i piloti nelle posizioni di testa, anche Bottas, Leclerc e Pérez. Verstappen decide di proseguire, seguendo la strategia opposta a quella di Bottas, trovandosi così a condurre la gara. L'olandese si lamenta anche per il ritmo, troppo lento, tenuto dal finlandese, dietro alla vettura di sicurezza. Alle spalle del pilota della Red Bull Racing la classifica recita: Hamilton, Bottas, Ocon e Ricciardo, con gli ultimi due che non hanno effettuato la sosta ai box. Poco dopo, a sorpresa, la direzione di gara ferma la corsa, con l'esposizione della bandiera rossa, per consentire ai commissari di sistemare le barriere rovinate dall'uscita di Schumacher. Questa scelta permette a Verstappen di montare gomme nuove, e di partire dalla prima piazzola.
Alla ripartenza Verstappen resiste al comando, mentre Hamilton, rallentato dall'olandese, deve cedere la seconda posizione a Esteban Ocon. Dietro però Pérez va a contatto con Leclerc, la vettura termina contro le barriere e rientra in pista. Questo porta a dello scompiglio in gara, con George Russell che viene tamponato da Nikita Mazepin. La direzione di gara ferma di nuovo la gara. In questa nuova partenza, però, Verstappen è costretto a partire terzo, penalizzato per la manovra difensiva su Hamilton, alla seconda ripartenza. In merito alla scelta delle mescole per questo nuovo via, scelgono le medie Verstappen, Ricciardo, Bottas, Sainz Jr., Vettel, Tsunoda e Stroll. Gli altri montano le gomme hard.
Alla terza partenza tocca a Ocon partire al comando, seguito da Hamilton. Questa volta il britannico non riesce a passare in testa e, anzi, è infilato da Verstappen, alla prima curva. Il campione del mondo va al contatto con Ocon, con la vettura che può proseguire la gara, anche se con l'ala anteriore danneggiata. Hamilton è comunque capace di recuperare presto la seconda posizione, passando Ocon. Alle spalle del francese ci sono Ricciardo, Bottas, Gasly e Giovinazzi. Al ventiduesimo giro la direzione di gara deve imporre il regime di virtual safety car, per i detriti lasciati da un contatto tra Yuki Tsunoda e Sebastian Vettel, col giapponese costretto ai box, per cambiare il musetto della sua monoposto. Tre giri dopo Alonso va in testacoda, senza colpire le barriere, e potendo proseguire, senza danni. Nel frattempo Hamilton ha ridotto il gap su Verstappen a meno di un secondo, anche se i due duellano a colpi di giri veloci.
C'è un nuovo contatto che coinvolge Vettel, questa volta con Kimi Räikkönen; il finlandese deve rientrare ai box per sostituire il musetto. A causa dei detriti presenti in pista, e della difficoltà di rimuoverli in sicurezza, la direzione di gara reimpone, per due volte, ancora il regime di virtual safety car. Il primo regime di neutralizzazione dura pochi secondi, ma il tracciato rimane disseminato di detriti. Viene, perciò, attuata una terza virtual safety car che viene mantenuta per diversi giri, provocando le lamentele dei piloti che avrebbero preferito una più rapida interruzione della valenza agonistica del Gran Premio con la safety car. La virtual safety car viene imposta, ma solo per pochi secondi, qualche giro dopo, sempre per completare la pulizia del tracciato dai detriti lasciati dalle monoposto. Verstappen ha difficoltà a rispondere ai tempi di Hamilton, che sfrutta, nella parte finale della gara, la maggior freschezza delle gomme dure.
Hamilton attacca Verstappen, che si difende portando fuori tracciato il britannico. Il pilota della Red Bull rallenta vistosamente, spinto dal team a cedere la posizione a Hamilton; questo porta a un'incomprensione con Hamilton, che lo tampona. Le due vetture possono proseguire, anche se la Mercedes del campione del mondo risulta danneggiata nell'alettone anteriore. La manovra di difesa dell'olandese non viene considerata, in seguito, corretta dai commissari, che penalizzano l'olandese di cinque secondi. Dopo il tamponamento, Verstappen resta al comando, cedendo la posizione solo dopo qualche giro. Appena subito il sorpasso, l'olandese riattacca il britannico, passandolo alla prima staccata. L'olandese è poi costretto a ricedere ancora la prima posizione a Hamilton, in quanto la sua manovra viene ancora considerata non corretta. Hamilton amplia presto il margine di vantaggio sul suo avversario; Verstappen, dal suo canto, ha un margine troppo ristretto su Ocon e Bottas, per potersi fermare per montare gomme soft, e cercare il giro veloce, al fine di togliere il punto addizionale a Hamilton. 
Il campione del mondo in carica coglie il centotreesimo successo iridato, vincendo sul trentunesimo tracciato diverso, e siglando il diciannovesimo hat trick in carriera, ovvero ottenendo pole position, giro veloce e vittoria del Gran Premio. Il numero delle vittorie di Hamilton, 103, è uguale al numero di pole position ottenute. Bottas, dopo aver attaccato Ocon inutilmente, riesce a superarlo in volata, proprio sul traguardo. Il podio è contraddistinto da Hamilton, Verstappen e Bottas per la ventesima volta. Verstappen eguaglia il record di podi in una stagione, 17, raggiungendo Michael Schumacher, Sebastian Vettel e lo stesso Hamilton. Grazie al punto del giro veloce conquistato da Hamilton, e al secondo posto di Verstappen, i due contendenti al titolo disputano la gara conclusiva della stagione a pari punti, fatto accaduto solo nel 1974 con il brasiliano Emerson Fittipaldi su McLaren-Ford Cosworth, poi campione del mondo, e lo svizzero Clay Regazzoni su Ferrari nel Gran Premio degli Stati Uniti d'America corso a Watkins Glen. Questa rimarrà l'ultima vittoria di Lewis Hamilton fino al Gran Premio di Gran Bretagna 2024.

### Risultati
I risultati del Gran Premio sono i seguenti:
| Pos | Nº | Pilota             | Costruttore               | Giri | Tempo/Ritiro              | Griglia | Punti |
| --- | -- | ------------------ | ------------------------- | ---- | ------------------------- | ------- | ----- |
| 1   | 44 | Lewis Hamilton     | Mercedes                  | 50   | 2h06'15"118               | 1       | 26    |
| 2   | 33 | Max Verstappen     | Red Bull Racing-Honda     | 50   | +21"825                   | 3       | 18    |
| 3   | 77 | Valtteri Bottas    | Mercedes                  | 50   | +27"531                   | 2       | 15    |
| 4   | 31 | Esteban Ocon       | Alpine-Renault            | 50   | +27"633                   | 9       | 12    |
| 5   | 3  | Daniel Ricciardo   | McLaren-Mercedes          | 50   | +40"121                   | 11      | 10    |
| 6   | 10 | Pierre Gasly       | AlphaTauri-Honda          | 50   | +41"613                   | 6       | 8     |
| 7   | 16 | Charles Leclerc    | Ferrari                   | 50   | +44"475                   | 4       | 6     |
| 8   | 55 | Carlos Sainz Jr.   | Ferrari                   | 50   | +46"606                   | 15      | 4     |
| 9   | 99 | Antonio Giovinazzi | Alfa Romeo Racing-Ferrari | 50   | +58"505                   | 10      | 2     |
| 10  | 4  | Lando Norris       | McLaren-Mercedes          | 50   | +1'01"358                 | 7       | 1     |
| 11  | 18 | Lance Stroll       | Aston Martin-Mercedes     | 50   | +1'17"212                 | 18      |       |
| 12  | 6  | Nicholas Latifi    | Williams-Mercedes         | 50   | +1'23"249                 | 16      |       |
| 13  | 14 | Fernando Alonso    | Alpine-Renault            | 49   | +1 giro                   | 13      |       |
| 14  | 22 | Yūki Tsunoda       | AlphaTauri-Honda          | 49   | +1 giro                   | 8       |       |
| 15  | 7  | Kimi Räikkönen     | Alfa Romeo Racing-Ferrari | 49   | +1 giro                   | 12      |       |
| Rit | 5  | Sebastian Vettel   | Aston Martin-Mercedes     | 44   | Danni da incidente        | 17      |       |
| Rit | 11 | Sergio Pérez       | Red Bull Racing-Honda     | 14   | Collisione con C. Leclerc | 5       |       |
| Rit | 9  | Nikita Mazepin     | Haas-Ferrari              | 14   | Collisione con G. Russell | 20      |       |
| Rit | 63 | George Russell     | Williams-Mercedes         | 14   | Collisione con N. Mazepin | 14      |       |
| Rit | 47 | Mick Schumacher    | Haas-Ferrari              | 8    | Incidente                 | 19      |       |

Lewis Hamilton riceve un punto addizionale per aver segnato il giro più veloce della gara.

## Classifiche mondiali

### Piloti
| Pos | Pilota             | Punti |
| --- | ------------------ | ----- |
| 1   | Max Verstappen     | 369,5 |
| 2   | Lewis Hamilton     | 369,5 |
| 3   | Valtteri Bottas    | 218   |
| 4   | Sergio Pérez       | 190   |
| 5   | Charles Leclerc    | 158   |
| 6   | Lando Norris       | 154   |
| 7   | Carlos Sainz Jr.   | 149,5 |
| 8   | Daniel Ricciardo   | 115   |
| 9   | Pierre Gasly       | 100   |
| 10  | Fernando Alonso    | 77    |
| 11  | Esteban Ocon       | 72    |
| 12  | Sebastian Vettel   | 43    |
| 13  | Lance Stroll       | 34    |
| 14  | Yūki Tsunoda       | 20    |
| 15  | George Russell     | 16    |
| 16  | Kimi Räikkönen     | 10    |
| 17  | Nicholas Latifi    | 7     |
| 18  | Antonio Giovinazzi | 3     |

### Costruttori
| Pos | Costruttore               | Punti |
| --- | ------------------------- | ----- |
| 1   | Mercedes                  | 587,5 |
| 2   | Red Bull Racing-Honda     | 559,5 |
| 3   | Ferrari                   | 307,5 |
| 4   | McLaren-Mercedes          | 269   |
| 5   | Alpine-Renault            | 149   |
| 6   | AlphaTauri-Honda          | 120   |
| 7   | Aston Martin-Mercedes     | 77    |
| 8   | Williams-Mercedes         | 23    |
| 9   | Alfa Romeo Racing-Ferrari | 13    |

## Decisioni della FIA
Al termine della gara, Charles Leclerc e Sergio Pérez vengono convocati dai commissari sportivi per via di un contatto tra i due piloti alla curva 3. Pérez non riceve sanzioni. Max Verstappen e Lewis Hamilton vengono convocati a seguito di una collisione avvenuta tra i due piloti alla curva 27. Verstappen viene penalizzato di 10 secondi sul tempo di gara e di due punti sulla superlicenza. La posizione d'arrivo dell'olandese non varia. La Red Bull Racing decide di non presentare ricorso contro la penalità inflitta a Verstappen.